# Gregory Smith
Gregory Edward Smith (Toronto, Ontario, 1983. július 6. –) amerikai–kanadai színész. 
Az 1980-as évek közepén kezdett el gyerekszínészként dolgozni. Azóta számos hollywoodi filmben játszott, de leginkább az Everwood című tévésorozatból ismert, melyben 2002 és 2006 között Ephram Brownt alakította. 20101-től 2015-ig a Kékpróba című bűnügyi sorozat egyik főszereplője volt. A sorozathoz több epizódot is megrendezett, a 2010-es évek közepétől számos népszerű sorozatban vállalt hasonló feladatkört.

## Élete és pályafutása
1983. július 6-án született Torontóban, Kanadában, Maurice és Terrera Smith gyermekeként. Apja, Maurice alacsony költségvetésű filmek producereként vált ismertté. Két fiútestvére van, Andrew és Douglas, valamint egy húga, Samantha. Gregory  már tizennégy hónaposan szerepelt egy reklámfilmben. Szülei elváltak, amikor a fiú 12 éves volt.
Vancouverben nőtt fel, és a Californiai egyetemre járt, melyen aktív tagja volt a Kappa Sigma diákszövetségnek. 

## Filmográfia

### Film
| Év   | Magyar cím              | Eredeti cím                             | Szerep         | Magyar hang     |
| ---- | ----------------------- | --------------------------------------- | -------------- | --------------- |
| 1994 | André, a fóka           | Andre                                   | Bobby          |                 |
| 1995 | Kópé Koboldok           | Leapin’ Leprechauns!                    | Mikey Dennehy  |                 |
| 1996 | Kölcsönkinyír visszajár | Big Bully                               | fiú            |                 |
| 1996 | Harriet, a kém          | Harriet the Spy                         | Simon "Sport"  | Szvetlov Balázs |
| 1996 | Kópé Koboldok 2.        | Spellbreaker: Secret of the Leprechauns | Mikey Dennehy  |                 |
| 1997 |                         | The Climb                               | Danny Himes    |                 |
| 1997 |                         | Shadow Zone: My Teacher Ate My Homework | Jesse Hackett  |                 |
| 1998 | Alibi törzs             | Krippendorf's Tribe                     | Mickey         | Előd Botond     |
| 1998 | Chipkatonák             | Small Soldiers                          | Alan Abernathy | Halasi Dániel   |
| 2000 | A hazafi                | The Patriot                             | Thomas Martin  |                 |
| 2001 | Törvényen kívül         | American Outlaws                        | Jim Younger    | Molnár Levente  |
| 2004 |                         | Book of Love                            | Chet Becker    |                 |
| 2005 | Rebellisek              | Kids in America                         | Holden Donovan | Szalay Csongor  |
| 2005 | Áldatlan állapotok      | Nearing Grace                           | Henry Nearing  | Czető Roland    |
| 2007 | A szerelem gyűrűje      | Closing the Ring                        | fiatal Jack    | Dolmány Attila  |
| 2007 | Ébredő sötétség         | The Seeker                              | Max Stanton    | Előd Botond     |
| 2008 | Átnevelő tábor          | Boot Camp                               | Ben            | Czető Roland    |
| 2008 |                         | Edison and Leo                          | Leo (hangja)   |                 |
| 2009 |                         | Leslie, My Name Is Evil                 | Perry          |                 |
| 2011 |                         | Conception                              | Will           |                 |
| 2011 | Álmok otthona           | Dream House                             | Artie          | Szabó Máté      |
| 2011 | Koldus puskával         | Hobo with a Shotgun                     | Slick          |                 |
| 2011 |                         | In My Pocket                            | Stephen        |                 |
| 2011 |                         | Something Red (rövidfilm)               | srác           |                 |
| 2012 |                         | Follow (rövidfilm)                      | Gregory        |                 |
| 2014 |                         | Sprnva (rövidfilm)                      | Nolan Wilander |                 |

### Televízió
| Év        | Magyar cím              | Eredeti cím                                   | Szerep                       | Megjegyzések                                                 |
| --------- | ----------------------- | --------------------------------------------- | ---------------------------- | ------------------------------------------------------------ |
| 1991      | Mókás hekus             | The Commish                                   | Jason                        | 1 epizód                                                     |
| 1991–1993 | Az utca törvénye        | Street Justice                                | Joey                         | 2 epizód                                                     |
| 1992      |                         | The Hat Squad                                 | Brian                        | 1 epizód                                                     |
| 1992      |                         | Jumpin' Joe                                   | Joe Dugan Jr.                | tévéfilm                                                     |
| 1994      | Hegylakó                | Highlander: The Series                        | srác                         | 1 epizód                                                     |
| 1995      | Zoom kapitány kalandjai | The Adventures of Captain Zoom in Outer Space | Baley                        | - tévéfilm - magyar hangja: - Előd Álmos                     |
| 1995      |                         | Are You Afraid of the Dark?                   | Tim Williamson               | 1 epizód                                                     |
| 1995      | Egy másik anya          | The Other Mother: A Moment of Truth Movie     | Kip Schaeffer                | tévéfilm                                                     |
| 1995      | Végtelen határok        | The Outer Limits                              | fiatal Paul                  | 1 epizód                                                     |
| 1997      |                         | M.A.N.T.I.S.                                  | fiú                          | 1 epizód                                                     |
| 1997      |                         | Meego                                         | Gordon                       | 1 epizód                                                     |
| 1999      | Zenon: A (z)űrlány      | Zenon: Girl of the 21st Century               | Greg                         | tévéfilm                                                     |
| 2001      | Ellopott évek           | Just Ask My Children                          | Brian Kniffen (16–18 évesen) | tévéfilm                                                     |
| 2001      |                         | Kate Brasher                                  | Daniel Brasher               | főszereplő (6 epizód)                                        |
| 2001      | Angyali érintés         | Touched by an Angel                           | Patrick Lewis                | 1 epizód                                                     |
| 2002–2006 | Everwood                | Everwood                                      | Ephram Brown                 | főszereplő (89 epizód)                                       |
| 2003      | Az idő rabjai           | A Wrinkle in Time                             | Calvin O'Keefe               | tévéfilm                                                     |
| 2009      |                         | Eli Stone                                     | Todd Riley                   | 1 epizód                                                     |
| 2009      | Guns – Az erőszak ára   | Guns                                          | Bobby                        | minisorozat (2 epizód)                                       |
| 2010      | Hobby-csalók            | Fakers                                        | Nik Iliakis                  | tévéfilm                                                     |
| 2010–2015 | Kékpróba                | Rookie Blue                                   | Dov Epstein                  | - főszereplő (74 epizód) - magyar hangja: - Minárovits Péter |
| 2013      | Franklin és Bash        | Franklin & Bash                               | Kasso edző                   | 1 epizód                                                     |
| 2014      |                         | Working the Engels                            | Jonny                        | 3 epizód                                                     |
| 2017      | A kijelölt túlélő       | Designated Survivor                           | Will Griffin                 | 1 epizód                                                     |

### Rendezőként
| Év        | Magyar cím                      | Eredeti cím                           | Megjegyzések |
| --------- | ------------------------------- | ------------------------------------- | ------------ |
| 2012–2015 | Kékpróba                        | Rookie Blue                           | 4 epizód     |
| 2012–2017 | Hope Klinika                    | Saving Hope                           | 8 epizód     |
| 2015–2019 | A zöld íjász                    | Arrow                                 | 7 epizód     |
| 2016–2020 | A holnap legendái               | Legends of Tomorrow                   | 6 epizód     |
| 2017      | Árnyvadászok: A végzet ereklyéi | Shadowhunters: The Mortal Instruments | 1 epizód     |
| 2017–2019 | Flash – A Villám                | The Flash                             | 4 epizód     |
| 2018      |                                 | The Detail                            | 2 epizód     |
| 2018–2020 | Supergirl                       | Supergirl                             | 2 epizód     |
| 2018–2023 | Riverdale                       | Riverdale                             | 4 epizód     |
| 2019–2020 | Isten belájkolt                 | God Friended Me                       | 2 epizód     |
| 2021–2024 | Superman és Lois                | Superman & Lois                       | 11 epizód    |